# Lygophis meridionalis
Espèce
Synonymes
- Aporophis lineatus var. meridionalis Schenkel, 1902
- Aporophis lineatus lativittatus Müller, 1928
- Liophis lineatus meridionalis (Schenkel, 1902)

Lygophis meridionalis  est une espèce de serpents de la famille des Dipsadidae.

## Répartition
Cette espèce se rencontre :
- au Brésil dans les États du Rio Grande do Sul, du Paraná, du Pará et de Goiás ;
- en Argentine dans la province de Misiones ;
- en Bolivie.

## Publication originale
- Schenkel, 1902 "1901" : Achter Nachtrag zum Katalog des herpetologischen Sammlung des Basler Museums. Verhandlungen der Naturforschenden Gesellschaft in Basel, vol. 13, p. 142-199 (texte intégral).